# Bokang Montjane
Bokang Montjane (Johannesburg, 5 maggio 1986) è una modella sudafricana, eletta Miss Sudafrica 2010 a Sun City il 12 dicembre 2010, dove è risultata la vincitrice fra le dodici concorrenti del concorso di bellezza.
Vincendo il concorso, la modella ha ottenuto la possibilità di rappresentare il Sudafrica a Miss Universo 2011 ed a Miss Mondo 2011
In precedenza Bokang Montjane aveva già gareggiato, in rappresentanza del Sudafrica, a Miss Terra 2007 a Quezon City, dove aveva ottenuto la fascia di Beauty for a Cause award e si era classificata fra le sedici finaliste
 e due anni dopo a Miss International 2009, a Chengdu in Cina.
In totale la modella ha preso parte a tutti e quattro i principali concorsi di bellezza internazionali, i cosiddetti "big 4" (Miss Universo, Miss Mondo, Miss International e Miss Terra).